# Atlético Torino
Atlético Torino Talara – peruwiański klub piłkarski z siedzibą w mieście Talara.

## Historia
Klub założony został 20 marca 1957. W 1969 awansował do pierwszej ligi, z której spadł w 1973. Po czterech latach w 1977 Atlético Torino ponownie awansował do najwyższej ligi Peru. W 1980 klub zajął 2. miejsce w lidze i zakwalifikował się do grupy mistrzowskiej (do której kwalifikowały się 4 najlepsze drużyny w lidze). W tej grupie klub zajął 2. miejsce sięgając po największy w historii sukces – wicemistrzostwo Peru. Kolejny rok miał być wielkim świętem – Atlético Torino zadebiutował w Copa Libertadores. Jednak ten sezon okazał się dla klubu fatalny – w Copa Libertadores drużyna zajęła ostatnie miejsce w grupie, z zaledwie jednym zdobytym punktem i 16 bramkami straconymi. Jeszcze w tym samym sezonie zespół spadł z pierwszej ligi. Wygranie Copa Perú w 1982 dało awans i szybki powrót na wyżyny peruwiańskiej piłki. Po kilku latach znów nastąpił spadek z ligi, a powrót dopiero w 1994, po kolejnym wygraniu Copa Perú. Po trzech latach w 1997 nastąpił kolejny spadek – jak dotąd ostateczny.

## Osiągnięcia

### Krajowe
- Primera División

| zwycięstwo (0):     | –    |
| drugie miejsce (1): | 1980 |